# Marcin Hoffmann
Marcin Maciej Hoffmann (ur. 2 października 1972 w Godzieszach Wielkich) – polski naukowiec i przedsiębiorca, profesor nauk chemicznych na Wydziale Chemii Uniwersytetu im. Adama Mickiewicza w Poznaniu.

## Dzieciństwo i młodość
Urodził się w 1972 w Godzieszach Wielkich, niewielkiej miejscowości pod Kaliszem. Ukończył Szkołę Podstawową nr 30 w Poznaniu oraz I Liceum Ogólnokształcące im. Karola Marcinkowskiego w Poznaniu; został wówczas laureatem Olimpiady Fizycznej i dwukrotnie laureatem Olimpiady Chemicznej. W 1996 uzyskał tytuł magistra chemii na Wydziale Chemii UAM; jego praca magisterska pt. Teoretyczna analiza konformacyjna wybranych pochodnych kwasu (R,R)-winowego, której promotorem był prof. Jacek Rychlewski, zdobyła I nagrodę w Wydziałowym Konkursie na najlepszą pracę magisterską w tamtym roku. W 1997 został magistrem biotechnologii na Wydziale Biologii UAM, broniąc pracę magisterską pt. Badanie właściwości glikoprotein izolowanych z soku mlecznego Chelidonium majus napisaną pod kierunkiem prof. dr hab. Anny Goździckiej-Józefiak. W czasie studiów wielokrotnie zdobywał rozmaite stypendia, m.in. Stypendium Ministra Edukacji Narodowej i Stypendium Fundacji im. Stefana Batorego dla studentów V roku, pełnił także funkcję przewodniczącego rady samorządu studentów na Wydziale Chemii. W 2000 obronił pracę doktorską pt. Badanie wpływu podstawienia grupy OH atomem F metodami ab initio i DFT (pod kierunkiem prof. Rychlewskiego), uhonorowaną I nagrodą w corocznym Wydziałowym Konkursie na najlepszą pracę doktorską. Ukończył również studia podyplomowe MBA współorganizowane przez Akademię Ekonomiczną w Poznaniu i Georgia State University w Atlancie w roku 2000 (opiekunem projektu menedżerskiego był prof. Henryk Mruk) oraz studia podyplomowe z informatyki na Wydziale Matematyki i Informatyki UAM w 2004.

## Kariera akademicka
Jeszcze w czasie studiów magisterskich odbył staż naukowy na Uniwersytecie Oksfordzkim pod kierunkiem dra Johna M. Browna. W 2000 r. został pracownikiem Wydziału Chemii UAM. W latach 2001–2002 przebywał na stażu podoktorskim na Emory University w Atlancie, gdzie prowadził badania pod kierunkiem prof. Keiji Morokumy, specjalistę w oszarze chemii kwantowej. Jako młody naukowiec wielokrotnie nagradzany był stypendiami, m.in. przez Fundację na Rzecz Nauki Polskiej czy francuskie Centre de Mécanique Ondulatoire Appliquée (Centrum Stosowanej Mechaniki Falowej). Stopień doktora habilitowanego zdobył w 2009 r. za pracę pt. Zastosowanie obliczeń kwantowo-chemicznych w modelowaniu molekularnym wybranych układów o istotnym znaczeniu w chemii, biochemii i medycynie, a dwa lata później objął stanowisko profesora nadzwyczajnego. W 2017 r., w wieku 44 lat, uzyskał tytuł profesora.
W 2019 został członkiem Rady Doskonałości Naukowej I kadencji, jest członkiem tego ciała także w kadencji 2024–2027, pełniąc funkcję Przewodniczącego Zespołu VI Nauk Scisłych i Przyrodniczych.

### Działalność naukowa
Badania prof. Hoffmanna skupiają się na zastosowaniu metod obliczeniowych chemii kwantowej w badaniach struktury molekuł i oddziaływań pomiędzy nimi oraz modelowaniu reakcji enzymatycznych i projektowaniu nowych leków oraz związków chemicznych o pożądanej aktywności z wykorzystaniem zaprojektowanych w tym celu modeli obliczeniowych. Wyniki jego pracy naukowej obejmują m.in.:
- Określenie wpływu podstawienia grupy OH atomem F w szeregu związków, m.in. pochodnych kwasu (R,R)-winowego i cząsteczce D-glukozy, na ich swobodę konformacyjną[9][10][11].
- Szczegółowa analiza konformacyjna wielu pochodnych kwasu (R,R)-winowego[12][13][14][15].
- Szczegółowe wyjaśnienie mechanizmu inhibicji epoksydazy skwalenowej przez terbinafinę i zaproponowanie pełnoatomowego modelu tego białka[16].
- Zbadanie podwójnego przeniesienia protonu w dimerze lumichromu[17] oraz w układzie lumichrom/kwas octowy[18].
- Szczegółowe badania nad wpływem szerokiej gamy podstawników na strukturę geometryczną i elektronową pochodnych fluoro- i trifluorometylobenzenu[19].
- Wyjaśnienie mechanizmu bioaktywacji azatiopryny przez cząsteczki cysteiny i glutationu[20].
- Charakterystyka homo- i heterodwujądrowych kompleksów jonów Zn(II) i Ln(III) z trójkleszczową zasadą Schiffa[21].
- Badania nad transportem wybranych pochodnych puryny (antymetabolitów) przez błonę komórkową[22].
- Określenie wpływu otoczenia białkowego monooksygenazy metanowej na mechanizm wiązania cząsteczki O2 w centrum aktywnym tego enzymu[23].
- Odkrycie powszechności występowania sekwencji palindromowych w cząsteczkach białek[24].
- Stwierdzenie efektywności kompleksów żelaza(0) z ligandami multiwinylosiloksanowymi w reakcjach hydrosililowania i odwodorniającego sililowania styrenu trójpodstawionymi silanami i hydrosiloksanami[25].
- Odkrycie charakterystycznej sekwencji palindromowej (TCTCGCGAGA) powtarzającej się wśród promotorów genów ludzkich[26].
- Analiza konformacyjna fluwastatyny[27] i atorwastatyny[28] i zaproponowanie mechanizmu przemian pomiędzy formami laktonu i hydroksykwasu w środowisku kwaśnym i zasadowym.
- Wyjaśnienie mechanizmu oddziaływania pomiędzy helikazą/ATPazą koronawirusa SARS a ATP i zaprojektowanie potencjalnych inhibitorów tego enzymu[29].
- Zaprojektowanie nowych inhibitorów syntetazy leucylo-tRNA[30] w oparciu o autorską bazę inhibitorów syntetaz aminoacylo-tRNA[31].
- Zidentyfikowanie nowych aktywatorów receptora pregnanu X[32].
- Stworzenie autorskiego programu komputerowego MM2QM łączącego metody dokowania, dynamiki molekularnej, mechaniki molekularnej i mechaniki kwantowej[33].
- Badania nad mechanizmem inhibicji telomerazy przez alkaloidy izochinolinowe Chelidonium majus na drodze stabilizacji sekwencji G-kwadrupleksowych w telomerach[34].
- Zaproponowanie geometrii jonu UO4− powstającego wskutek rozpadu niektórych kompleksowych anionów uranylowych[35].

Te i inne badania zaowocowały autorstwem lub współautorstwem około stu publikacji (101 wg Google Scholar), w tym także w bardzo prestiżowych czasopismach naukowych, takich jak Journal of the American Chemical Society czy Cancer Research. Prace te są z roku na rok coraz liczniej cytowane (łącznie 960 cytowań wg GS), co daje średnio 9,50 cytowania na publikację i wskaźnik Hirscha równy 18.

### Działalność dydaktyczna
Od 1996 prowadzi na Wydziale Chemii UAM zajęcia dla studentów różnych specjalności, w tym część w języku angielskim. Obejmują one wykłady, seminaria, proseminaria oraz ćwiczenia laboratoryjne z szerokiego spektrum przedmiotów: od ogólnych, takich jak chemia fizyczna, chemia kwantowa i chemia teoretyczna, po zastosowanie metod obliczeniowych, modelowania molekularnego, i internetowych baz danych w innych gałęziach chemii. Przez dwa lata (1999–2001) pracował również jako nauczyciel chemii w X Liceum Ogólnokształcącym w Poznaniu. W swojej karierze dydaktycznej był opiekunem kilkudziesięciu prac licencjackich i magisterskich, a także wypromował czworo doktorów:
- dr Jakub Paś (2013), tytuł pracy doktorskiej: Application and implementation of probabilistic profile-profile comparison methods for protein fold recognition (Wdrożenie i zastosowania probabilistycznych metod porównawczych profil-profil w rozpoznawaniu pofałdowania białek).
- dr Marcin Nowosielski (2015), tytuł pracy doktorskiej: Wykorzystanie metod obliczeniowych mechaniki klasycznej i kwantowej w komputerowo wspomaganym projektowaniu leków.
- dr Wojciech Jankowski (2017), tytuł pracy doktorskiej: Badania kwantowo-chemiczne kompleksów wybranych alkaloidów z jonami cynku(II) i miedzi(II).
- dr Martyna Kuta-Siejkowska (2018), tytuł pracy doktorskiej: Badanie oddziaływań G-kwadrupleksów o sekwencji protoonkogenów z ligandami.

Jest również autorem recenzji kilkudziesięciu prac licencjackich i magisterskich, siedmiu rozpraw doktorskich, dwóch postępowań habilitacyjnych i dwóch wniosków o nadanie tytułu profesora (dra hab. Mariusza Makowskiego, prof. UG i dra hab. Roberta Wieczorka, prof. UWr).

### Działalność organizacyjna
Od lat czynnie angażuje się w rozbudowę potencjału naukowego i dydaktycznego Uniwersytetu im. Adama Mickiewicza w Poznaniu, między innymi poprzez zainicjowanie i współtworzenie współfinansowanego przez Narodowego Centrum Badań i Rozwoju projektu UAM – ponadnarodowe i interdyscyplinarne rozwiązania XXI wieku, realizowanego we współpracy z amerykańskim University of Massachusetts Lowell; jest też współautorem ramowych programów studiów na Wydziale Chemii UAM. Bierze aktywny udział w organizowaniu na Wydziale wydarzeń mających na celu popularyzację nauki, takich jak doroczne Poznański Festiwal Nauki i Sztuki oraz Noc Naukowców. Od 2012 sprawuje urząd Prodziekana ds. Naukowych Wydziału Chemii UAM (w 2016 wybrany na drugą kadencję). Jest pomysłodawcą oraz Sekretarzem Kapituły przyznającej Nagrodę Polskiego Towarzystwa Chemicznego im. Prof. Jacka Rychlewskiego za najlepszą pracę magisterską z chemii kwantowej lub wykorzystującą metody chemii kwantowej w różnych dziedzinach nauki. Wielokrotnie opiniował realizację projektów badawczych finansowanych przez Narodowe Centrum Nauki, wnioski konkursowe o przyznanie dotacji dla młodych naukowców i wnioski projektowe zgłaszane do Polskiej Infrastruktury Gridowej PLGrid. W 2013 wspólnie z Instytutem BioInfoBank i Interdyscyplinarnym Centrum Modelowania Matematycznego i Komputerowego Uniwersytetu Warszawskiego zorganizował międzynarodową konferencję Advances in Molecular Modelling, a od 2014 jest członkiem Komitetu Naukowego Ogólnopolskiego Seminarium Doktorantów „Na pograniczu chemii i biologii”. W trakcie 59. Zjazdu Naukowego Polskiego Towarzystwa Chemicznego, organizowanego na Wydziale Chemii UAM, przewodniczył obradom sekcji chemii teoretycznej i obliczeniowej.

## Działalność pozanaukowa
Poza pracą akademicką prof. Hoffmann od kilkunastu lat szeroko współpracuje z przedsiębiorstwami z branży wysokich technologii, realizującymi koncepcję gospodarki opartej na wiedzy. W latach 2002–2003 pracował jako konsultant w McKinsey & Company, gdzie zajmował się sektorem telekomunikacyjnym i nośnikami energii. W 2004 objął stanowisko dyrektora ds. inwestycji i rozwoju w Instytucie BioInfoBank, a w 2007 wraz z Leszkiem Rychlewskim stworzył fundusz kapitału zalążkowego BIB Seed Capital. Fundusz ten, do dziś kierowany przez prof. Hoffmanna, ukierunkowany jest na wspieranie polskiej myśli naukowo-technicznej m.in. w obszarach biotechnologii, biologii molekularnej, chemii i informatyki oraz umożliwienie jej transferu do sektora małych i średnich przedsiębiorstw. Trafne inwestycje pozwoliły spółce na zwielokrotnienie kapitału, a wiele wspartych przez nią startupów odniosło sukces na rynku, na przykład:
- Medicalgorithmics S.A. – polskie przedsiębiorstwo branży high-tech, będące ekspertem i dostawcą rozwiązań systemowych oraz algorytmicznych w diagnostyce kardiologicznej; spółka notowana na GPW[41].
- Proteon Pharmaceuticals S.A. – polska firma farmaceutyczna, prowadząca badania nad bakteriofagami i opracowująca na ich bazie preparaty skutecznie zastępujące antybiotyki[42].

Od 2010 pełni funkcję biegłego przy Sądzie Okręgowym w Poznaniu w dziedzinach nauk ścisłych, nauk ekonomicznych i przedsiębiorstwa; sporządzał analizy również dla innych sądów, m.in. w Warszawie, w Myśliborzu i w Łowiczu.